# Maggie Coles-Lyster
Maggie Coles-Lyster (Maple Ridge, 12 februari 1999) is een Canadees wielrenster die zowel actief is op de baan als op de weg. In 2022 werd zij Canadees kampioene op de weg en op de baan.

## Carrière
Coles-Lyster won in oktober 2015 brons op de Canadese kampioenschappen veldrijden bij de beloften. Op 30 januari nam ze deel aan de Wereldkampioenschappen veldrijden 2016 in Heusden-Zolder, waar ze als voorlaatste finishte bij de beloften, op bijna tien minuten achter winnares Evie Richards. In dat jaar won ze op de baan brons in het omnium op het WK voor junioren. In 2017 won ze zilver in deze discipline en goud in de puntenkoers. In dat jaar reed ze op de weg voor de Belgische ploeg Lares-Waowdeals in april de Healthy Ageing Tour en in september de Tour de l'Ardèche. In 2020 maakte ze bekend dat ze in dat jaar te maken had met ongewenst gedrag binnen deze ploeg, net als enkele andere rensters, waarna de UCI een onderzoek startte.
Tijdens de Pan-Amerikaanse Spelen 2019 in Lima won ze zilver in de koppelkoers met Miriam Brouwer en de ploegenachtervolging met Brouwer, Laurie Jussaume en Erin Attwell. In 2021 won Coles-Lyster het jongerenklassement van de Joe Martin Stage Race en werd ze vierde in de slotrit. Een jaar later won ze de slotrit in deze koers, in een sprint à deux van Skylar Schneider.
In 2022 won ze op de baan de nationale titel in het omnium en de ploegenachtervolging. In juni wist ze ook op de weg de Canadese titel te veroveren. In augustus werd ze vijfde in de wegwedstrijd tijdens de Gemenebestspelen 2022 in Birmingham en op de baan won ze brons in de scratch.
Coles-Lyster tekende voor 2023 een contract bij de nieuwe Spaanse ploeg Zaaf Cycling Team, maar toen bleek dat de ploeg al enkele maanden de rensters het beloofde salaris niet uitbetaalde, verliet ze de ploeg en werd even later de stekker uit de ploeg getrokken. In mei kon ze aan de slag bij Israel Premier Tech Roland.
In 2024 nam ze op drie onderdelen deel aan de Olympische Spelen die dat jaar plaats vonden in Parijs. Op het onderdeel ploegenachtervolging werd ze achtste samen met Erin Attwell, Ariane Bonhomme en Sarah Van Dam. Bij het omnium werd ze negende en bij de koppelkoers, die ze samen met Bonhomme reed, stapte ze vroegtijdig af.

## Palmares

### Baan
| Jaar     | CK                                                                                          | P-AK                                                             | WK                                                                           | Overig                                               |
| Junioren | Junioren                                                                                    | Junioren                                                         | Junioren                                                                     | Junioren                                             |
| -------- | ------------------------------------------------------------------------------------------- | ---------------------------------------------------------------- | ---------------------------------------------------------------------------- | ---------------------------------------------------- |
| 2016     |                                                                                             |                                                                  | omnium                                                                       |                                                      |
| 2017     |                                                                                             |                                                                  | puntenkoers · omnium                                                         |                                                      |
| Elites   |                                                                                             |                                                                  |                                                                              |                                                      |
| 2018     |                                                                                             | ploegenachtervolging · 4e scratch · 9e 500m tijdrit              | ploegenachtervolging · 4e puntenkoers                                        | Minsk: · ploegenachtervolging                        |
| 2019     | ploegenachtervolging · 6e sprint · 9e achtervolging                                         |                                                                  |                                                                              | Pan-Am Spelen: · koppelkoers · ploegenachtervolging  |
| 2020     |                                                                                             |                                                                  |                                                                              |                                                      |
| 2021     |                                                                                             | afvalkoers · omnium · puntenkoers · 4e scratch · 9e 500m tijdrit | 4e ploegenachtervolging 4e scratch 12e puntenkoers                           |                                                      |
| 2022     | ploegenachtervolging · omnium · teamsprint · koppelkoers · achtervolging · 10e 500m tijdrit |                                                                  | 4e omnium 7e ploegenachtervolging 9e scratch 12e koppelkoers 12e puntenkoers | Gemenebestspelen: · scratch                          |
| 2023     |                                                                                             |                                                                  | 7e achtervolging 8e ploegenachtervolging 8e scratch 15e omnium               |                                                      |
| 2024     |                                                                                             |                                                                  |                                                                              | Olympische Spelen: 8e ploegenachtervolging 9e omnium |

### Veld
2015
 Canadees kampioenschap veldrijden, belofte

### Weg

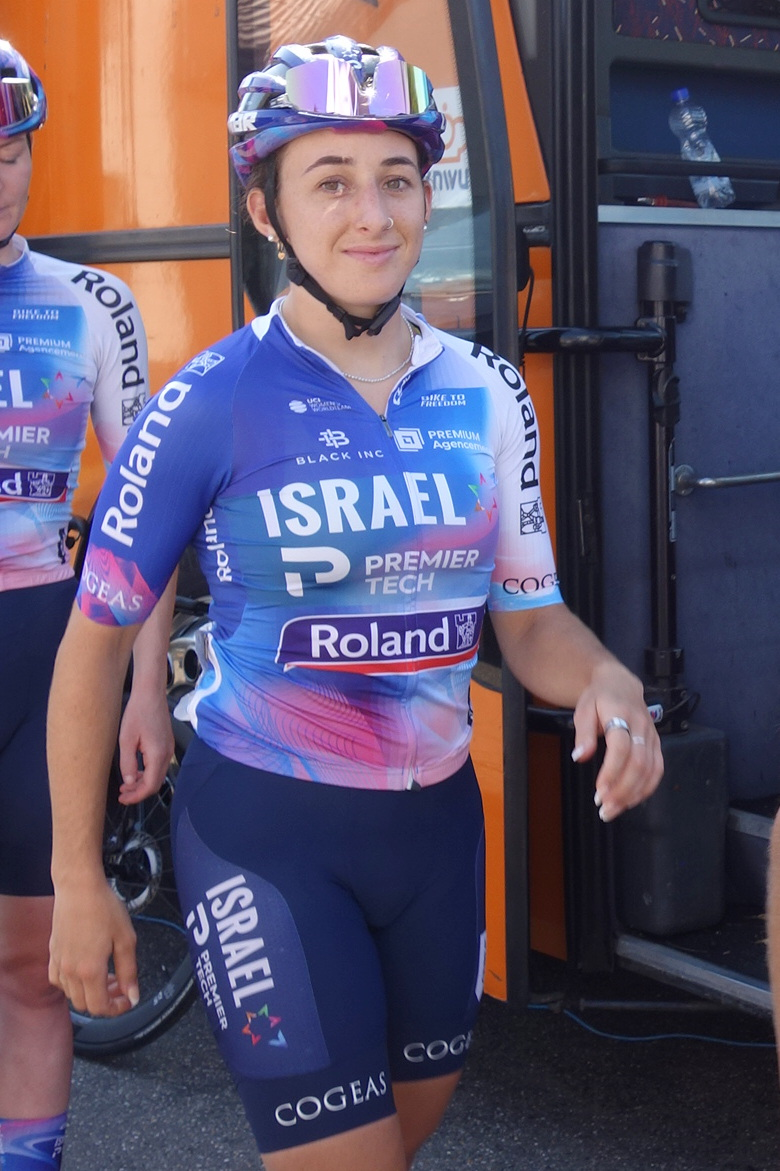
Coles-Lyster in de Simac Ladies Tour 2023

2019
Tour de Somerville
2021
Clarendon Cup
Jongerenklassement Joe Martin Stage Race
2022
 Canadees kampioene op de weg
4e etappe Joe Martin Stage Race

### Resultaten in voornaamste wedstrijden
| Jaar | Ronde van Italië | Ronde van Frankrijk | Ronde van Spanje |
| ---- | ---------------- | ------------------- | ---------------- |
| 2017 |                  |                     |                  |
| 2018 |                  |                     |                  |
| 2019 |                  |                     |                  |
| 2023 | opgave           |                     |                  |
| 2024 |                  | opgave              | 96e              |
| 2025 |                  |                     |                  |

| Jaar | Gent-Wevelgem | Ronde van Vlaanderen | Parijs-Roubaix | Dwars door Vlaanderen | Scheldeprijs | White Spot/Delta |  | WK op de weg |
| ---- | ------------- | -------------------- | -------------- | --------------------- | ------------ | ---------------- |  | ------------ |
| 2017 |               |                      |                |                       |              | 10e              |  |              |
| 2018 |               |                      |                |                       |              | 15e              |  |              |
| 2019 |               |                      |                |                       |              | 13e              |  |              |
| 2023 | 13e           |                      | 68e            | 32e                   | 8e           |                  |  | 63e          |
| 2024 | 10e           | 26e                  | opgave         | 42e                   |              |                  |  |              |
| 2025 |               | opgave               | buit.tijd      |                       |              |                  |  |              |

### Resultaten in overige rondes
| Jaar | Tour Down Under | UAE Tour | RideLondon Classique | Ronde van Scandinavië | Simac Ladies Tour | Ronde van Chongming | Ronde van de Gila | Joe Martin Stage Race |
| ---- | --------------- | -------- | -------------------- | --------------------- | ----------------- | ------------------- | ----------------- | --------------------- |
| 2019 |                 |          |                      |                       |                   |                     |                   |                       |
| 2020 |                 |          |                      |                       |                   |                     | 43e               |                       |
| 2021 |                 |          |                      |                       |                   |                     |                   | 9e                    |
| 2022 |                 |          |                      |                       |                   |                     |                   | 16e (1)               |
| 2023 | 26e             | 44e      | 29e                  | 63e                   | 60e               | 9e                  |                   |                       |
| 2024 |                 | 71e      |                      |                       |                   | 15e                 |                   |                       |

## Ploegen
- 2017 –  Lares-Waowdeals
- 2018 –  SAS-Macogep
- 2020 –  DNA Pro Cycling
- 2021 –  DNA Pro Cycling
- 2022 –  DNA Pro Cycling
- 2023 –  Zaaf Cycling Team (tot april)
- 2023 –  Israel Premier Tech Roland (vanaf 4 mei)
- 2024 –  Roland
- 2025 –  Human Powered Health

Baur · Buch  · Coles-Lyster (vanaf 4/5) · Collinelli · Delbaere · Dronova-Balabolina · Eklund · Griffin · Hartmann (vanaf 1/6) · Kiesenhofer (vanaf 31/1) · 
Magri · Nguyễn · Pirrone · Sharpe (vanaf 1/6) · Stannard (vanaf15/4) · Steels · Vieceli
Christofórou · Coles-Lyster · Collinelli · Dronova-Balabolina · Eklund · Grinczer · Hartmann · Kiesenhofer · Nguyễn · Pirrone · Swinkels · Vettorello
Blanco · Borghesi · Cipressi · Coles-Lyster · Edwards · Grossetête · de Jong · Kasper · Malcotti · Mitterwallner · D. Pikulik · W. Pikulik · Raaijmakers · Ragusa · Schweinberger · Williams · Zanardi